# Касида
Каси́да (араб. — цілеспрямована) — урочистий жанр арабської, тюркської та перської класичної поезії.
Касида подібна до оди, хоч подеколи траплялися її сатиричні та дидактичні видозміни. Здебільшого то були твори придворних поетів на честь ханів, окремих полководців тощо. Трафаретна форма касиди, зумовлена таким призначенням, позбавляла їх оригінальності. Це передовсім моноримний вірш, у якому, як і в газелі, римуються між собою лише перші два рядки (бейт), в інших рима повторюється через рядок за схемою: аа ба ва га… і т. д. Касида мала від ста до ста п'ятдесяти рядків, причому перший бейт (матла) й останній (макта) підлягали старанному опрацюванню, оскільки вони містили основну думку твору.
Незважаючи на офіційну форму та внутрішню версифікаційну інертність, касида під пером талановитих поетів (Алішер Навої) зазнала неабиякої естетичної увиразненості.